# Osetyjczycy

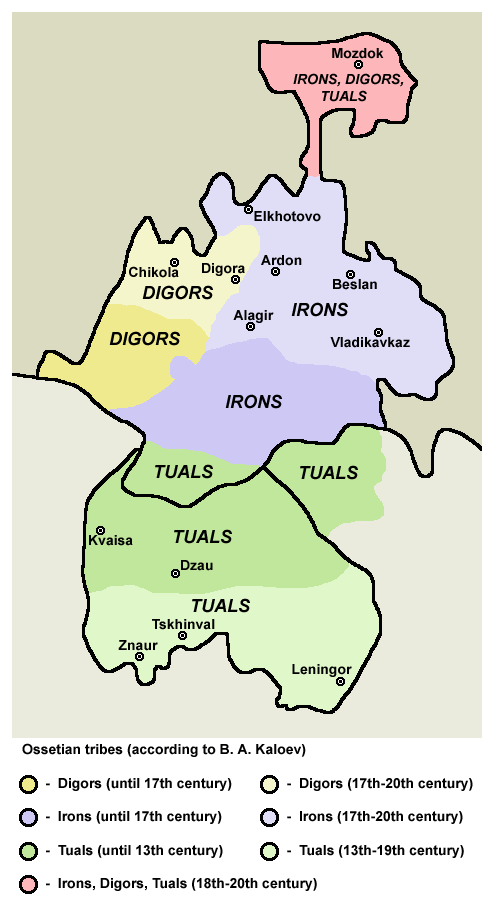

Osetyjczycy (w różnych źródłach występują także formy Osetyńczycy, Osetowie oraz Osetyńcy; oset. ирæттæ, ros. осетины) – iranojęzyczny naród kaukaski, zamieszkujący przede wszystkim dwie niewielkie republiki – Osetię Północną, wchodzącą w skład Federacji Rosyjskiej, oraz Osetię Południową, do wojny z 2008 wchodzącą w skład Gruzji. Ogólną liczbę Osetyjczyków ocenia się na ok. 700 tys., w tym 515 tys. w całej Rosji, głównie w Osetii Północnej, 70 tys. w Osetii Południowej, 100 tys. w Turcji oraz 14 tys. w Gruzji.
Osetyjczycy posługują się językiem osetyjskim z grupy irańskiej języków indoeuropejskich. Wierzący to głównie chrześcijanie obrządku wschodniego (prawosławni), ale pewna część Osetyjczyków wyznaje także islam sunnicki.
Osetyjczycy są potomkami sarmackich Alanów. Dzielą się na: digorskich, adagirskich (waładżyrskich), kurtalińskich i tagaurskich. Osobną grupę tworzą Osetyjczycy zakaukascy (Tualtowie).

## Etnogeneza
Hipoteza pochodzenia alańskiego
Pierwsze świadectwa o potencjalnych protoplastach Osetyjczyków sięgają I w. n.e. Rzymskie źródła historyczne przedstawiają ich jako doświadczonych w boju pasterzy, którzy zajmowali się hodowlą koni na żyznych stepach ograniczonych Wołgą i Donem na północy oraz Kaukazem na południu. Przez kilka stuleci doskwierali swoim sąsiadom, systematycznie napadając na ich ziemie, przez co w III w. ich sława dosięgła nawet chińskiego królestwa Wei. Zostali podbici w IV w. przez Hunów, którym musieli się podporządkować i dołączyć do łupieżczego marszu na zachód, tym samym przyczyniając się do upadku Rzymu. Część Alanów zdołała jednak uciec przed groźnym najeźdźcą. To właśnie oni w VIII-IX w. stworzyli chrześcijańskie królestwo zwane Alanią (prawdopodobnie znajdowało się na terenie Czerkiesji i dzisiejszej Osetii Północnej). Silnym sprzymierzeńcem nowo powstałego państwa okazała się Gruzja, z którą wspólnie zwalczano wrogów zewnętrznych (m.in. w 1121 r. połączone siły gruzińsko-alańskie pozbyły się Turków Seldżuckich z Zakaukazia). Alanowie nie cieszyli się państwowością długo, ponieważ już w XIII w. jej kres położyli Mongołowie. Po 800 latach Alanowie ponownie zostali rozbici. Ci, którzy schronili się w górach, uważani są za Osetyjczyków. Ze względu na słabnącą pozycję Gruzji, która dotychczas była ich gwarantem niezależności, oraz zagrożenie ze strony państwa mongolskiego, porzucili myśl o powrocie na stepy i w ten sposób z pasterzy stali się ludnością górską.
Poglądy Karla S. Kennarda
Według Kennarda teoria o wywodzeniu się Osetyjczyków od plemienia Alanów jest prawdopodobna. W 1885 r. zostali oni oficjalnie uznani za ludność napływową. Badania antropologiczne z przełomu XIX-XX wieku wykazały, że wszyscy mieszkańcy Kaukazu posiadają cechy charakterystyczne dla rasy alpejskiej. Jedyny wyjątek od tej reguły stanowią Osetyjczycy, których wskaźnik głowy różni się od dominującego typu, co pozwoliło sformułować wniosek, że nie należą do ludności rdzennej.
Powszechnie uważa się, że migrowali z południa, z irańskiego płaskowyżu i Arabii Saudyjskiej. W tym obszarze występują 2 typy rasowe: alpejski oraz śródziemnomorski, z którego na pewno wywodzą się Osetowie, jeżeli przybyli z tego kierunku. Na niekorzyść tej teorii przemawia specyficzna fizjonomia tego ludu. Według wartości przyjętych przez Kennarda, indeks cefaliczny Osetów mieści się w przedziale od 79 do 81, co pozwoliło scharakteryzować ich jako długogłowych (przyjął, że wskaźnik głowowy w przedziale 75-80 wskazuje na dolichocefalię, natomiast na podstawie dzisiejszych kryteriów oznaczałoby to średnio- i krótkogłowość). Cechuje ich długi i wąski nos, o przeważnie prostym profilu, skrzydełka są skompresowane, a koniuszek ostro zakończony, co stanowi kontrast w porównaniu z szerokimi i płaskimi nosami Kurdów i Suesjan. Są wysocy, część posiada niebieską tęczówkę, co jest nietypowe dla obu wspomnianych wcześniej ras. Co więcej, na przełomie XIX-XX w. 30% Osetyjczyków posiadało blond włosy. Taka proporcja nie występowała nigdzie indziej w regionie Kaukazu, ani w jego pobliżu; nie występowała też wśród innych ludów, które należały do rasy śródziemnomorskiej. Oznacza to, że Osetowie albo nigdy nie przybyli z południa, albo odeszli od swojego pierwotnego typu rasy w stosunkowo krótkim czasie.
Z kolei na północ od gór dominują 2 typy rasowe: alpejski oraz nordycki. Ten ostatni w epoce kamienia zajmował północną część Europy i rozciągał się na południe aż do Alp. W wyniku inwazji alpejskiej z południowo-wschodniej Europy przedstawiciele rasy nordyckiej zostali pchnięci na północ i na południe Rosji. Z tego kierunku przybyli również Alanowie; w II w. p.n.e. zajmowali obszar południowo-wschodniej Rosji. Oprócz tego reprezentowali wartości europejskie (odrzucali niewolnictwo, praktykowanie zwyczaju okaleczania się, posiadali monarchię elekcyjną) i cechowała ich jasna pigmentacja. Na tej podstawie Kennard wysuwa wniosek, że Osetyjczycy wywodzą się od rasy nordyckiej.

## Historia współczesna
Osetyjczycy uczestniczyli w konflikcie osetyjsko-inguskim (1991-1992), osetyjsko-gruzińskim (1918-1920, początek lat 90.) oraz w wojnie o Osetię Południową między Gruzją a Rosją w 2008 roku.
Najważniejsze wydarzenia:
- 1774 – Osetia stała się częścią Imperium Rosyjskiego[5].
- 1801 – po rosyjskiej aneksji Królestwa Kartlii i Kachetii, współczesne terytorium Osetii Południowej stało się częścią Imperium Rosyjskiego[6].
- 1922 – utworzono Południowoosetyjski Obwód Autonomiczny[7]. Osetia Północna stała się częścią Rosyjskiej SRR, a Osetia Południowa częścią Gruzińskiej SRR.
- 1990 – powstała niepodległa Republika Osetii Południowej. Choć pozostała nieuznawana, odłączyła się de facto od Gruzji. W ostatnich latach istnienia Związku Radzieckiego napięcia na tle etnicznym między Osetyjczykami a Gruzinami w byłym gruzińskim autonomicznym obwodzie Osetii Południowej (zniesionym w 1990 r.) oraz między Osetyjczykami a Inguszami w Osetii Północnej przerodziły się w gwałtowne starcia, w których zginęło i zostało rannych kilkaset osób, a po obu stronach granicy pojawiła się duża fala uchodźców[8].

## Religia
Pierwotnie Osetyjczycy byli poganami. Zostali częściowo schrystianizowani przez misjonarzy bizantyjskich na początku X wieku. W wyniku wpływów gruzińskich i działalności misyjnej, większość Osetyjczyków przeszła na prawosławie do XIII wieku.
W XVI i XVII wieku część Osetyjczyków przeszła na islam dzięki działalności plemiona Kabardyjczyków.
W 1774 r. Osetia stała się częścią Imperium Rosyjskiego, które znacznie wzmocniło prawosławie. Wysyłano na te tereny misjonarzy prawosławnych przede wszystkim z Gruzji, w tym Ormian i Greków. Misjonarze rosyjscy nie byli wysyłani, gdyż Osetyjczycy uznaliby to za zbyt natarczywe.
Obecnie większość Osetyjczyków zarówno z Osetii Północnej, jak i Południowej wyznaje prawosławie. Od lat 80. XX w. coraz większą popularnością cieszy się również asjanizm, który jest etniczną religią Osetyjczyków.
Według szacunków z 2013 roku ponad 15% mieszkańców Osetii Północnej praktykuje islam.